# Saltpond

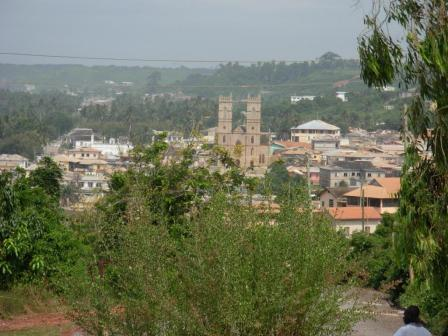
Vy över Saltpond.

Saltpond är en ort vid kusten i södra Ghana. Den är huvudort för distriktet Mfantseman, och folkmängden uppgick till 20 114 invånare vid folkräkningen 2010. Det sker utvinning av petroleum utanför kusten vid Saltpond, och även fyndigheter av naturgas har gjorts. Det finns två skolor på högskolenivå i Saltpond, Mfantseman Girls Senior High School och Saltpond Methodist Senior High School.